# Chelonarium hirtum
Chelonarium hirtum là một loài bọ cánh cứng trong họ Chelonariidae. Loài này được Fleutiaux miêu tả khoa học đầu tiên năm 1887.